# Ban Chính sách, Chiến lược Trung ương Đảng Cộng sản Việt Nam
Ban Chính sách, Chiến lược Trung ương, trước đây là Ban Kinh tế Trung ương là cơ quan tham mưu, giúp việc của Ban Chấp hành Trung ương Đảng Cộng sản Việt Nam, trực tiếp và thường xuyên là Bộ Chính trị, Ban Bí thư trong việc định hướng xây dựng và hoàn thiện thể chế kinh tế; hoạch định đường lối, chủ trương, biện pháp lớn, quan trọng về kinh tế - xã hội.
Theo tinh thần Nghị quyết Trung ương 6 Khóa XI thì Ban Kinh tế Trung ương được thành lập trở lại theo Quyết định số 160/QĐ-TW ngày 28 tháng 12 năm 2012. Trước đó Ban Kinh tế Trung ương được hợp nhất về Văn phòng Trung ương Đảng từ tháng 5 năm 2007. Ngày 3 tháng 2 năm 2025, Ban Kinh tế Trung ương được đổi tên thành Ban Chính sách, Chiến lược Trung ương.

## Lãnh đạo Ban khóa XIII
- Trưởng ban: Trần Lưu Quang, Bí thư Trung ương Đảng
- Phó Trưởng ban:

1. Thái Thanh Quý, Ủy viên Trung ương Đảng, Phó Trưởng ban thường trực
2. Phạm Đại Dương, Ủy viên Trung ương Đảng
3. Nguyễn Hoàng Anh, Ủy viên Trung ương Đảng [3]
4. Nguyễn Thúy Anh, Ủy viên Trung ương Đảng
5. Nguyễn Anh Tuấn, Ủy viên Trung ương Đảng [4]
6. Nguyễn Duy Hưng, Bí thư Đảng ủy cơ quan
7. Nguyễn Hồng Sơn, Phó Bí thư Thường trực Đảng ủy cơ quan
8. Nguyễn Thế Mạnh
9. Nguyễn Đức Hiển[4]

## Cơ cấu tổ chức
(Theo Khoản 2, Điều 3, Quyết định số 247-QĐ/TW ngày 24 tháng 01 năm 2025 của Bộ Chính trị)
- Văn phòng Ban
- Vụ Kinh tế tổng hợp
- Vụ Kinh tế ngành
- Vụ Xã hội
- Vụ Kinh tế vùng và địa phương
- Vụ Khoa học công nghệ, đổi mới sáng tạo và chuyển đổi số
- Viện Nghiên cứu Chính sách và Chiến lược

## Chức năng nhiệm vụ
1. Nghiên cứu, tham mưu, đề xuất
a) Chủ trì, phối hợp nghiên cứu, tham mưu, đề xuất xây dựng đường lối, chủ trương, nghị quyết đại hội, nghị quyết, kết luận, chỉ thị, quyết định về lĩnh vực kinh tế - xã hội của Ban Chấp hành Trung ương Đảng, Bộ Chính trị, Ban Bí thư.
b) Chủ trì, phối hợp nghiên cứu, tham mưu, đề xuất đường lối, chủ trương, định hướng chiến lược, cơ chế, chính sách lớn về kinh tế - xã hội, phát triển lực lượng sản xuất và hoàn thiện quan hệ sản xuất, nâng cao năng suất lao động, khơi thông nguồn lực quốc gia, phát triển kinh tế thị trường định hướng xã hội chủ nghĩa, các vấn đề xã hội gắn với kinh tế, đặc biệt là các chính sách, chiến lược chống nguy cơ tụt hậu về kinh tế, nguy cơ chệch hướng xã hội chủ nghĩa theo phân công của Bộ Chính trị, Ban Bí thư và theo thẩm quyền.
c) Tham gia với các cơ quan nhà nước trong việc nghiên cứu thể chế hóa các chủ trương của Ban Chấp hành Trung ương Đảng, Bộ Chính trị, Ban Bí thư trong lĩnh vực kinh tế - xã hội.
d) Chủ trì nghiên cứu, tham mưu, đề xuất với Ban Chấp hành Trung ương Đảng, Bộ Chính trị ban hành định hướng chiến lược, kế hoạch phát triển kinh tế - xã hội quốc gia.
đ) Chủ động nghiên cứu, tham mưu, đề xuất các chính sách, chiến lược tăng cường hội nhập kinh tế quốc tế; nâng cao khả năng cạnh tranh cho nền kinh tế, thúc đẩy hợp tác, kết nối với các quốc gia.
e) Chủ trì, phối hợp nghiên cứu, tham mưu, đề xuất xây dựng đường lối, chủ trương, định hướng chiến lược, nghị quyết, chỉ thị, kết luận của Ban Chấp hành Trung ương Đảng, Bộ Chính trị, Ban Bí thư về phát triển, đầu tư, hoàn thiện hạ tầng cho giáo dục và đào tạo, khoa học và công nghệ, đổi mới sáng tạo, chuyển đổi số quốc gia; phát triển nguồn nhân lực; cải cách phương thức quản lý.
g) Chủ trì, phối hợp nghiên cứu, tham mưu, đề xuất với Ban Chấp hành Trung ương Đảng, Bộ Chính trị, Ban Bí thư trong công tác lãnh đạo, chỉ đạo thực hiện, ban hành chương trình, kế hoạch triển khai tổ chức thực hiện đường lối, chủ trương, định hướng chiến lược, chính sách lớn, quan trọng của Đảng về kinh tế - xã hội.
h) Chủ trì, phối hợp nghiên cứu, tham mưu, đề xuất giải quyết những vấn đề lớn, phức tạp, mới nảy sinh mang tầm chiến lược về kinh tế - xã hội, việc thí điểm, tổng kết một số chủ trương, mô hình mới trong lĩnh vực kinh tế - xã hội.
i) Chủ trì, phối hợp sơ kết, tổng kết việc thực hiện các nghị quyết, kết luận, chỉ thị của Ban Chấp hành Trung ương Đảng, Bộ Chính trị, Ban Bí thư về kinh tế - xã hội theo sự chỉ đạo của Bộ Chính trị, Ban Bí thư và theo thẩm quyền.
2. Thẩm định
Chủ trì thẩm định các chính sách, chiến lược, quy hoạch, kế hoạch, đề án, dự án phát triển kinh tế - xã hội thuộc thẩm quyền xem xét, quyết định của Ban Chấp hành Trung ương Đảng, Bộ Chính trị, Ban Bí thư.
3. Hướng dẫn, kiểm tra, giám sát
a) Chủ trì, phối hợp hướng dẫn, theo dõi, đôn đốc, kiểm tra, giám sát việc thực hiện đường lối, chủ trương, định hướng chiến lược, chính sách, kế hoạch của Đảng về kinh tế - xã hội đối với các tỉnh ủy, thành ủy, các ban đảng, đảng ủy trực thuộc Trung ương.
b) Giúp Bộ chính trị, Ban Bí thư nắm tình hình, kiểm tra, giám sát việc thực hiện các nghị quyết, kết luận, chỉ thị của Đại hội Đảng, Ban Chấp hành Trung ương Đảng, Bộ Chính trị, Ban Bí thư về kinh tế - xã hội.
c) Phối hợp với Ủy ban Kiểm tra Trung ương tham mưu, giúp Bộ Chính trị, Ban Bí thư xây dựng và tổ chức thực hiện chương trình kiểm tra, giám sát hằng năm thuộc lĩnh vực kinh tế - xã hội; tham gia các cuộc kiểm tra, giám sát của Bộ Chính trị, Ban Bí thư hoặc chủ trì khi được giao.
4. Hợp tác nghiên cứu chiến lược
Chủ động hợp tác nghiên cứu với các cơ quan liên quan của Đảng Cộng sản, Đảng cầm quyền của các nước, các tổ chức trong và ngoài nước theo quy định để phục vụ chức năng, nhiệm vụ được giao.
5. Công tác cán bộ
Phối hợp với Ban Tổ chức Trung ương và các cơ quan liên quan thẩm định, tham gia ý kiến về công tác cán bộ đối với các chức danh cán bộ thuộc diện Bộ Chính trị, Ban Bí thư quản lý và các chức danh khác theo quy định.
6. Thực hiện một số nhiệm vụ khác do Bộ Chính trị, Ban Bí thư giao.

## Trưởng Ban Chính sách, Chiến lược Trung ương qua các thời kỳ
| Thứ tự | Họ tên          | Nhiệm kỳ                                   | Thời gian tại nhiệm |
| ------ | --------------- | ------------------------------------------ | ------------------- |
| 1      | Vương Đình Huệ  | 28 tháng 12 năm 2012 - 11 tháng 4 năm 2016 | 3 năm, 105 ngày     |
| 2      | Nguyễn Văn Bình | 11 tháng 4 năm 2016 - 5 tháng 2 năm 2021   | 4 năm, 300 ngày     |
| 3      | Trần Tuấn Anh   | 5 tháng 2 năm 2021 - 31 tháng 1 năm 2024   | 2 năm, 360 ngày     |
| 4      | Trần Lưu Quang  | 16 tháng 8 năm 2024 - nay                  | 319 ngày            |